# As Long as You Love Me (bài hát của Justin Bieber)
"As Long as You Love Me" là một bài hát của nam nghệ sĩ thu âm người Canada Justin Bieber, đồng thời cũng là đĩa đơn thứ hai từ album phòng thu thứ ba của anh, Believe (2012). Bài hát được sản xuất bởi Rodney "Darkchild" Jerkins, Andre Lindal và được sáng tác bởi Rodney Jerkins, Andre Lindal, Nasri Atweh, Sean Anderson và Justin Bieber. Ban đầu, bài hát được phát hành vào 11 tháng 6 năm 2012 như một đĩa đơn quảng bá cho album sắp phát hành, và một tháng sau, bài hát chính thức được chọn làm đĩa đơn thứ hai của album. "As Long as You Love Me" có sự góp giọng của nam nghệ sĩ nhạc rap người Mỹ Big Sean. Lúc đầu, bài hát lọt vào bảng xếp hạng của Anh ở vị trí thứ 30 với doanh số 11.598 bản trong tuần đầu phát hành, và sau khi trở thành đĩa đơn, vị trí của bài hát đã được cải thiện rõ rệt trên bảng xếp hạng UK Singles Chart, ở vị trí thứ 22. Trên bảng xếp hạng Rhythmic Airplay Chart của Billboard, đĩa đơn đạt được ngôi vị quán quân, trở thành đĩa đơn quán quân đầu tiên của Bieber trên bảng xếp hạng này. Bài hát ngoài ra cũng đạt được ngôi vị quán quân trên bảng xếp hạng Dance/Mix Show Airplay của Billboard, giúp cho Bieber trở thành nghệ sĩ người Canada thứ năm có được vị trí này, sau Martin Solveig và Dragonette với đĩa đơn "Hello" năm 2011. Ở Mỹ, đĩa đơn đã đạt doanh số 2.240.000 bản tính đến tháng 12 năm 2012. Video ca nhạc của "As Long as You Love Me" có sự xuất hiện của nam diễn viên Michael Madsen.

## Video âm nhạc
Trong thời gian quảng bá cho "As Long As You Love Me", một video âm nhạc, được quay vào đầu tháng 7 năm 2012, đã được phát hành. Big Sean cũng góp mặt trong video này.

## Biểu diễn thực tế
Bieber biểu diễn bài hát lần đầu tiên tại Oslo, Na Uy tại nhà hát Oslo Opera House, vào ngày 30 tháng 5 năm 2012 trong chuyến lưu diễn Believe Promo Tour của anh. Bieber cũng biểu diễn bài hát, cùng với Big Sean, trong chương trình Today Show vào ngày 15 tháng 6 năm 2012, và sau đó một lần nữa anh lại biểu diễn với Big Sean tại Giải Sự lựa chọn của Giới trẻ năm 2012, kết hợp với "Boyfriend". "As Long As You Love Me" cũng được Bieber và Big Sean biểu diễn trong tập cuối của chương trình truyền hình thực tế của kênh NBC, America's Got Talent. Sau đó anh cũng biểu diễn bài hát trong chương trình Dancing with the Stars vào cuối tháng 9 năm 2012, và vào ngày 9 tháng 2 năm 2013 trong một tập của chương trình Saturday Night Live.

## Danh sách bài hát
- Tải kỹ thuật số[10][11]

1. "As Long As You Love Me" (hợp tác với Big Sean) – 3:49

- EP Remix kỹ thuật số[12]

1. "As Long As You Love Me" (Ferry Corsten Remix) - 5:42
2. "As Long As You Love Me" (Ferry Corsten Club Dub) - 4:58
3. "As Long As You Love Me" (Ferry Corsten Radio Mix) - 3:31
4. "As Long As You Love Me" (Audiobot Remix) - 5:04
5. "As Long As You Love Me" (Audiobot Instrumental) - 5:04
6. "As Long As You Love Me" (Audiobot Radio Mix) - 3:55
7. "As Long As You Love Me" (Paulo & Jackinsky Club Mix) - 7:41
8. "As Long As You Love Me" (Paulo & Jackinsky Dub) - 7:26
9. "As Long As You Love Me" (Paulo & Jackinsky Radio Mix) - 3:55
10. "As Long As You Love Me" (Audien Dubstep Radio Mix) (hợp tác với Big Sean) - 4:03
11. "As Long As You Love Me" (Audien Dubstep Mix) (hợp tác với Big Sean) - 4:37
12. "As Long As You Love Me" (Audien Luvstep Mix) (hợp tác với Big Sean) - 4:37

## Xếp hạng và chứng nhận
| Bảng xếp hạng (2012–13)              | Vị trí cao nhất |
| ------------------------------------ | --------------- |
| Anh Quốc (OCC)                       | 22              |
| Áo (Ö3 Austria Top 40)               | 63              |
| Bỉ (Ultratop 50 Flanders)            | 31              |
| Bỉ (Ultratop 50 Wallonia)            | 41              |
| Canada (Canadian Hot 100)            | 9               |
| Cộng hòa Séc (Rádio Top 100)         | 52              |
| Đan Mạch (Tracklisten)               | 6               |
| Phần Lan (Suomen virallinen lista)   | 18              |
| Pháp (SNEP)                          | 48              |
| Đức (GfK)                            | 38              |
| Ireland (IRMA)                       | 28              |
| Lebanese Top 20                      | 2               |
| Hà Lan (Single Top 100)              | 33              |
| New Zealand (Recorded Music NZ)      | 6               |
| Na Uy (VG-lista)                     | 4               |
| Slovakia (Rádio Top 100)             | 40              |
| Tây Ban Nha (PROMUSICAE)             | 37              |
| Thụy Điển (Sverigetopplistan)        | 23              |
| Thụy Sĩ (Schweizer Hitparade)        | 55              |
| Hoa Kỳ Billboard Hot 100             | 6               |
| Hoa Kỳ Pop Airplay (Billboard)       | 3               |
| Hoa Kỳ Dance Club Songs (Billboard)  | 13              |
| Hoa Kỳ Adult Pop Airplay (Billboard) | 27              |
| Úc (ARIA)                            | 8               |

| Bảng xếp hạng (2012)     | Vị trí |
| ------------------------ | ------ |
| Hoa Kỳ Billboard Hot 100 | 34     |

| Quốc gia                                                                           | Chứng nhận  | Số đơn vị/doanh số chứng nhận |
| ---------------------------------------------------------------------------------- | ----------- | ----------------------------- |
| Canada (Music Canada)                                                              | 2× Bạch kim | 160.000^                      |
| Đan Mạch (IFPI Đan Mạch)                                                           | Vàng        | 15.000^                       |
| México (AMPROFON)                                                                  | Vàng        | 30.000*                       |
| Na Uy (IFPI)                                                                       | 2× Bạch kim | 20.000*                       |
| New Zealand (RMNZ)                                                                 | Bạch kim    | 15.000*                       |
| Hoa Kỳ (RIAA)                                                                      | 2× Bạch kim | 2.240.000                     |
| Úc (ARIA)                                                                          | 2× Bạch kim | 140.000^                      |
| * Chứng nhận dựa theo doanh số tiêu thụ. ^ Chứng nhận dựa theo doanh số nhập hàng. |             |                               |

## Lịch sử phát hành

### Đĩa đơn quảng bá
| Quốc gia | Ngày                | Định dạng       | Hãng đĩa                 |
| -------- | ------------------- | --------------- | ------------------------ |
| Mỹ       | 11 tháng 6 năm 2012 | Tải kỹ thuật số | Island                   |
| Canada   | 11 tháng 6 năm 2012 | Tải kỹ thuật số | Island                   |
| Pháp     | 11 tháng 6 năm 2012 | Tải kỹ thuật số | Universal Music, Mercury |
| Thế giới | 13 tháng 6 năm 2012 | Tải kỹ thuật số | Universal Music, Mercury |

### Đĩa đơn chính thức
| Quốc gia | Ngày                | Định dạng                                    |
| -------- | ------------------- | -------------------------------------------- |
| Mỹ       | 10 tháng 7 năm 2012 | Đài phát thanh Top 40/Mainstream và Rhythmic |
| Thế giới | 7 tháng 9 năm 2012  | EP Remix kỹ thuật số                         |